# Mountelgonia
Mountelgonia is een geslacht van vlinders van de familie van de Metarbelidae. De wetenschappelijke naam en de beschrijving van dit geslacht werden voor het eerst in 2013 gepubliceerd door Ingo Lehmann.
De soorten van dit geslacht komen voor in tropisch Afrika.

## Soorten
- Mountelgonia abercornensis Lehmann, 2013
- Mountelgonia arcifera (Hampson, 1909)
- Mountelgonia lumbuaensis Lehmann, 2013
- Mountelgonia pagana (Strand, 1909)
- Mountelgonia percivali Lehmann, 2013
- Mountelgonia thikaensis Lehmann, 2013
- Mountelgonia urundiensis Lehmann, 2013